# Римське право
Римське право — правова система Стародавнього Риму, що діяла в Римській державі (царського, республіканського періодів і періоду імперії) та Візантії. Розвиток римського права охоплює понад тисячу років юриспруденції, від Законів Дванадцяти таблиць (бл. 451-449 р. до Р. Х.) до лат. Corpus Iuris Civilis (528-35 рр.) імператора Юстиніана І. Це римське право, Кодекс Юстиніана, діяло у Східній Римській імперії (331–1453), а також послужило основою правових систем у континентальній Європі, а також в Ефіопії та найдавніших європейських колоніях, включаючи латиноамериканські.
Римська правосвідомість розглядає справедливість, що виводиться із рівноправ'я, як основний принцип правореалізації. «Ius est ars boni et aequi» — говорить вираз Цельса-молодшого, що переводиться як «Право є мистецтво доброго та рівного», а не справедливого, всупереч поширеній думці (лат. aequus — «рівний»).
Казуїстичність Римського права ґрунтується на високій ролі судової влади; «Я маю позов — значить я маю право» — так описує це відношення римський вираз. Римське ставлення до права має риси утилітаризму, тобто, користь (лат. utilitas) розглядається як сенс права: «Користь — мати доброго та справедливого».
Римсь

## Вплив римського права
Римське право має тривалий вплив на сучасні правові системи. Багато аспектів сучасного цивільного права були засновані на римських юридичних концепціях, включаючи принципи контрактного права та прав власності. Дослідження показують, що римські правові норми і досі використовуються в деяких європейських країнах.

## Періодизація розвитку
Виділяють такі великі періоди в розвитку римського права:
— період докласичного римського права (754–367 рр. до н. е.), характерними ознаками якого є архаїчність і формалізм цього права. Цікавою у зв'язку з цим є характеристика договорів, які укладаються в цей період: сторонами їх виступають не окремі особи, а сім'ї, роди; об'єктами стає не тільки рухоме і нерухоме майно, але й знаки поваги, урочистості, військові послуги, жінки, діти, танці, свята, ярмарки; неможливо відмовитися від подарунка, а його прийняття спричиняє необхідність віддарувати дарувальника;
— період класичного римського права (367-27 рр. до н. е.), який характеризується розквітом римського приватного права;
— період післякласичного римського права (27 р. до н. е. — 476 р.) характеризується як період  утворення Прокуліанської та Сабініанської шкіл права, прийняття конституцій імператорів
і проведення перших кодифікацій законодавства

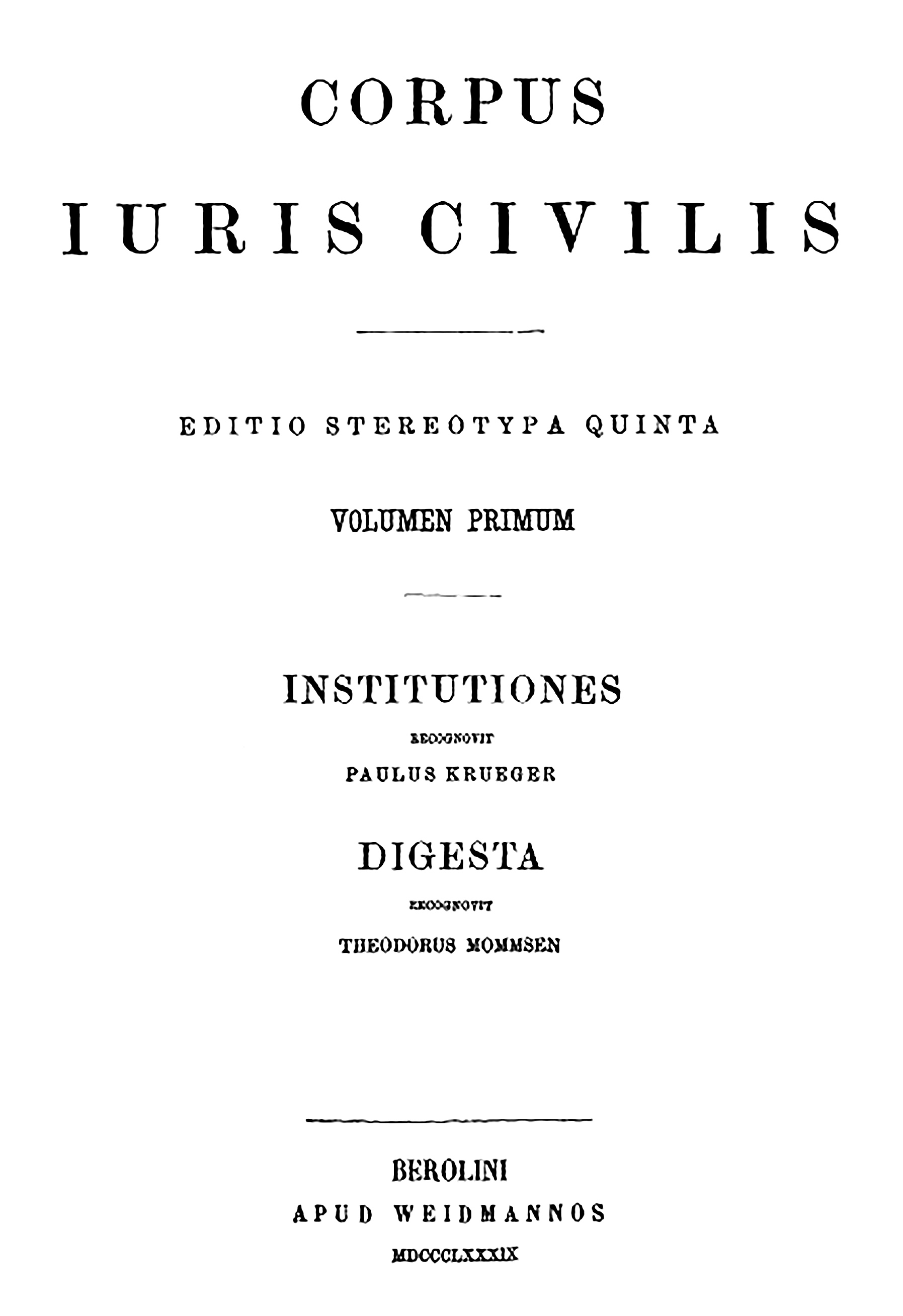
Corpus iuris civilis. Видання П. Крюгера і Т. Моммзена. Берлін, 1889.

У V столітті західна частина Римської імперії розпалася напередодні вторгнення германських племен, які потім заснували власні держави-наступниці. У сфері права вони дотримувались індивідуального принципу, яким самі римляни керувалися тисячу років до того, і не намагалися застосовувати германське родове право до своїх романізованих підданих. Згодом вони уклали збірки з римського права, в основу яких було покладено спрощені посткласичні переробки класичних юридичних праць та витяги зі зводів імператорських законів, переважно з кодексу Феодосія 438 року н. е.
Найважливішою з-поміж цих варварських збірок була книга «Закон римських вестготів» («Lex Romano Vizigothorum»), оприлюднена королем вестготів Аларихом ІІ у 506 році н. е. Ця збірка з національного права галлів залишалася для Заходу основним джерелом вивчення римського права аж до ХІ століття.
Східна частина Римської імперії, переважно грекомовна, продовжувала існувати до 1453 року. В цей час впливовою стає Бейрутська школа права. У 527 році Юстиніан, скориставшись відродженням юридичної науки в правничих школах Константинополя і Бейрута, уповноважив свого радника Трибоніана відродити право в його сталій формі. Найвагоміша складова його кодифікації — Дігести, або Пандекти, — антологія витягів з праць юристів-класиків, хоча третину її складають витяги з Ульпіана, а шосту частину — з Павла. Витяги зібрано в розділи, кожен з яких присвячується окремій темі, і ці розділи в певному порядку вміщено в п'ятдесяти книгах. Усі разом вони десь у півтора рази більші за Біблію, хоча тут подано всього лише двадцяту частину опрацьованих уривків.
Порядок розділів такий само, як в едикті, однак у розміщенні фрагментів якоїсь очевидної послідовності не спостерігається. Упорядникам наказали позначати джерело, звідки було взято той чи інший уривок, але дозволялось і робити необхідні зміни для виключення неактуальних випадків, суперечностей, повторів. Починаючи з шістнадцятого століття обсяг так званих вставок, або лат. emblemata Triboniani, залишається предметом суперечок.
Кодекс — це звід імператорських законів, що ґрунтуються на кодексі Феодосія, але до нього включено і багато фрагментів з пізніших законодавств, а особливо законодавства самого Юстиніана — деякі його закони стали предметом дискусій, які не вщухають починаючи з класичного періоду.
Закони, розміщені в розділах у хронологічному порядку, заповнюють дванадцять томів. Два основних зводи були доповнені чотиритомною збіркою «Інституції», укладеною на основі підручника Гая. Повна праця, що пізніше стала відомою під назвою «Corpus iuris civilis» («Звід цивільних законів»), включала також «Нові закони», або «Novels», — законодавство, запроваджене Юстиніаном у 534 році, після завершення укладання кодексу. Своєю кодифікацією Юстиніан надав усьому праву статутної форми. Розробивши її, він зробив її загалом формою свого власного права, і всі його частини (і навіть інституції) відтоді набули однакової юридичної сили. Посилання на ранні матеріали та коментарі було заборонено. Однак у дійсності величезна праця, виконана переважно латиною, справила незначний вплив на грекомовних правників східної імперії (хоча в IX столітті з'явився грецький її варіант, «Basilica»).
Здається, століттям пізніше було надіслано копії і до Італії, але з огляду на їх обсяг та складність ними не користувалися до часів відродження юридичної науки в Болоньї ХІІ століття. Болонські доктори ставилися до текстів Юстиніана з тим само благоговінням, що й до Святого Письма, і прокоментували весь «Corpus iuris civilis», забезпечивши його роз'ясненнями та перехресними посиланнями, які було зібрано у «Великий глосарій Аккурсійський» (бл. 1240). Відтоді стало неможливо зрозуміти оригінальні тексти без глосарія, він вважався дуже авторитетним джерелом і завжди копіювався разом з оригіналом. Упорядники глосарія дотримувалися тієї думки, що в «Corpus iuris» десь можна знайти відповідь на будь-яке можливе питання стосовно права чи управління. Важливо було знайти підтвердження в тексті, але його в «Corpus iuris» можна було знайти де завгодно.
Наступні покоління ставилися до «Corpus iuris» як до джерела відомостей, де можна знайти будь-які докази, часто не беручи до уваги їх початковий контекст. Наприклад: відомий принцип лат. quod omnes tangit («те, що стосується всіх, має бути схвалено всіма») походить від закону Юстиніана, у якому розглядається позиція кількох опікунів одного підопічного, які повинні одностайно погодитися на певні дії від його імені (Cod., 5.59.5.2).
Сила Дігестів та Кодексу — в детально аргументованому розгляді справ.
Існує дуже мало текстів, що стосуються безпосередньо джерел права, і в них навряд чи висловлюються однакові погляди.
- В одному тексті (Dig., 1.3.32.1) виправдовується ставлення до звичаю як до права на тій підставі, що так само, як статути, які люди визнають шляхом формального голосування, мають зобов'язальну силу, так і те, що народ схвалює своєю поведінкою, не записуючи його, також має зобов'язувати.
- Однак в іншому тексті (Cod., 8.52.8) говориться, що звичай має силу лише тоді, коли він не суперечить праву або здоровому глузду.
- Знову ж таки, у Код., 1.14.4 констатується, що імператор має проголосити, що він обмежуватиметься рамками закону, і відтоді його влада підкорятиметься правовим нормам.
- З іншого боку, у Діг., 1.3.31, де спочатку посилаються на імперську практику виводити окремих осіб з-під дії окремих норм, імператор зображається як Legibus solutus («непідвладний закону»),
- а в Діг., 1.4.1 констатується, що імператор тішиться силою права.

Коментатори XIV та XV століть на чолі з Бартолусом із Сассоферрато встановили принципи, на які в текстах посилаються імпліцитно і які не були сформульовані чітко. На основі римського права вони створили вчене «загальне право» (ius commune) для сучасної Європи, яке, якщо не брати до уваги права канонічного, було єдиним різновидом права, що аж до XVIII століття викладалося в університетах (включно з Оксфордом і Кембриджем) і застосовувалося там, де місцевого звичаєвого права було недостатньо.
Таке «розуміння» римського права іноді виправдовували тим, що це імперське право відродженої Священної Римської імперії, але частіше тим, що його доктрини — «письмовий аргумент» — були раціональнішими і докладними, ніж будь-яка альтернатива йому. Цей процес, спонукуваний запровадженням на континенті римської канонічної процедури, відбувався в різних країнах в різні періоди і з різним рівнем інтенсивності:
- поступово і спорадично у Франції,
- зате миттєво й повсюдно в Німеччині (бл. 1500).
- Англія запозичила деякі категорії римського права через трактат Бректона, написаний у ХІІІ столітті, а пізніше лорд-канцлер залучив римську теорію до створення права справедливості.
- Однак могутність англійського неписаного права перешкоджала будь-яким загальним запозиченням, як це в XVI–XVII століттях зробила Шотландія завдяки слабкості місцевого права.